# Adama Diomandé
Valentin Adama Diomandé (ur. 14 lutego 1990 w Oslo) – norweski piłkarz pochodzenia iworyjskiego występujący na pozycji napastnika. W latach 2015–2017 reprezentant Norwegii.

## Kariera klubowa
Diomandé jako junior grał w Holmlia SK, Vålerenga Fotball, a także Lyn Fotball. W sezonie 2008 został włączony do pierwszej drużyny Lyn, grającej w Tippeligaen. W lidze tej zadebiutował 19 października 2008 na stadionie Briskeby Arena (Hamar) w przegranym 2:3 meczu z Hamarkameratene. W sezonie 2009 spadł z Lyn do drugiej ligi. Wówczas odszedł do trzecioligowego Skeid Fotball. Następnie występował w innym trzecioligowcu IL Hødd, a w 2012 roku został graczem pierwszoligowego Strømsgodset IF. W sezonie 2012 wywalczył z nim wicemistrzostwo Norwegii, a w sezonie 2013 mistrzostwo tego samego kraju.
W 2014 roku Diomandé przeszedł do białoruskiego Dynama Mińsk. W lidze białoruskiej pierwszy raz wystąpił 30 marca 2014 przeciwko Dniaprze Mohylew (1:0). W sezonie 2014 wywalczył z zespołem wicemistrzostwo Białorusi.
W 2015 roku wrócił do Norwegii, gdzie został graczem klubu Stabæk Fotball. W sezonie 2015 w klasyfikacji strzelców Tippeligaen uplasował się na 2. pozycji z 17 bramkami na koncie. 1 września 2015 Diomrandé podpisał kontrakt z angielskim zespołem Hull City, kwota odstępnego 2,35 mln euro. W Championship zadebiutował 12 grudnia 2015 w wygranym 1:0 spotkaniu z Boltonem.
1 maja 2018 został piłkarzem amerykańskiego klubu Los Angeles FC z Major League Soccer. W klubie zadebiutował 27 maja 2018 na stadionie Banc of California Stadium (Los Angeles) w zremisowanym 1:1 meczu z D.C. United, zmieniając w 82 minucie Diego Rossi. W następnym spotkaniu z FC Dallas (3 czerwca 2018) strzelił swojego pierwszego gola w barwach LAFC.

## Kariera reprezentacyjna
W reprezentacji Norwegii Diomandé zadebiutował 12 czerwca 2015 w zremisowanym 0:0 meczu eliminacji Mistrzostw Europy 2016 z Azerbejdżanem.